# Conti di Nellenburg

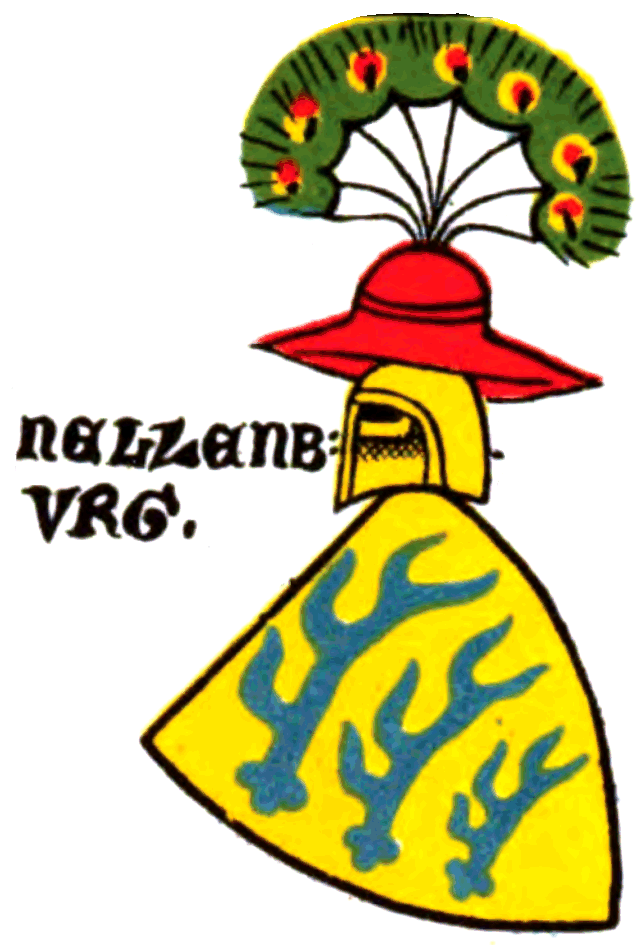
Stemma dei conti di Nellenburg dal registro degli Zürcher Wappenrolle (stemmi di Zurigo), 1340 ca.

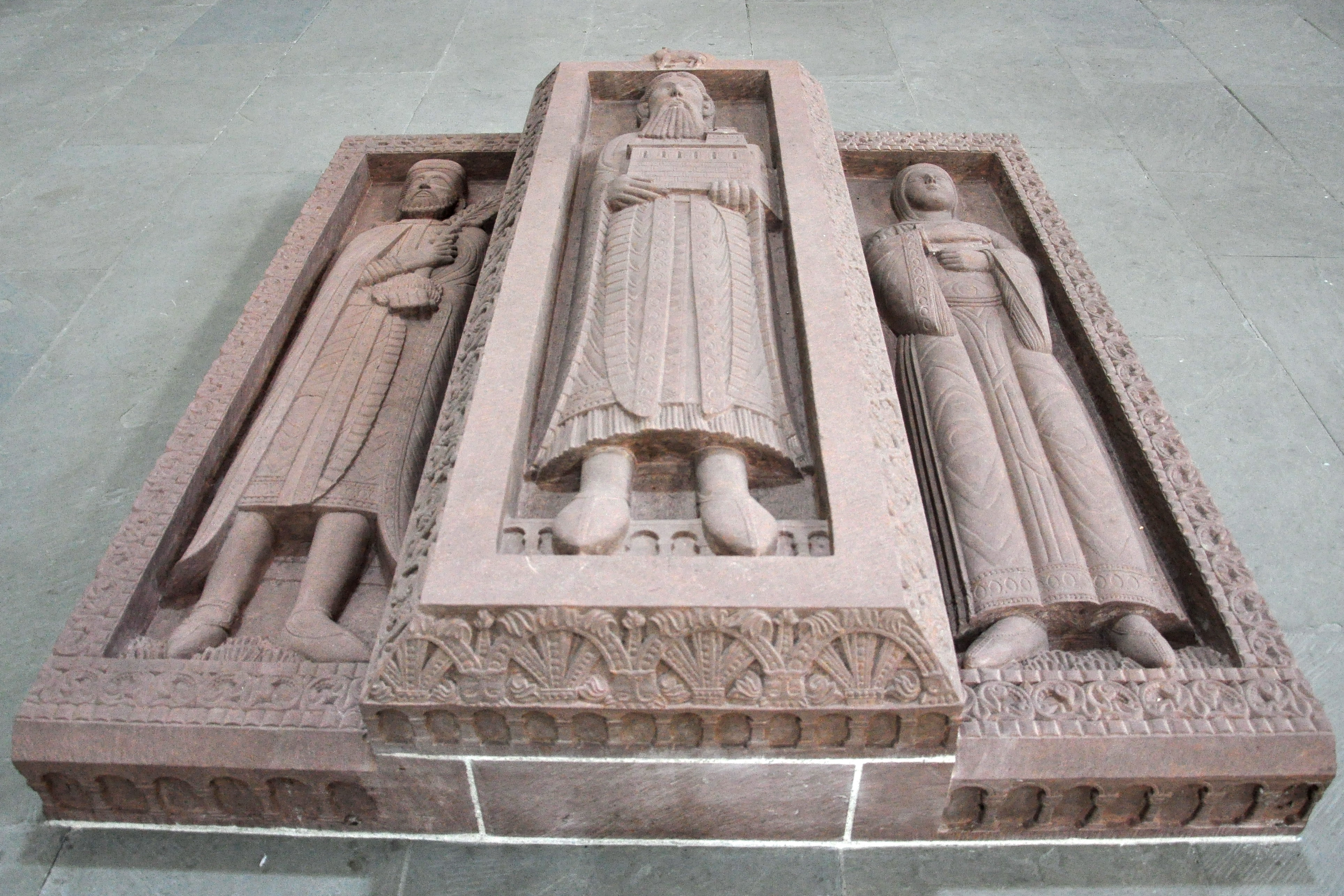
Ricostruzione del luogo di sepoltura del Nellenburg nel monastero di Allerheiligen: al centro il conte Eberardo VI, a destra sua moglie, la contessa Ita († dopo il 1100), fondatrice del doppio monastero di Sant'Agnese, e a sinistra il figlio Burcardo († 1101/02)

I conti di Nellenburg furono un'importante stirpe nobile nella Germania sud-occidentale e nella Svizzera settentrionale, che si estinsero in linea maschile nel 1101/1102. Essi sono il prosieguo degli Eberardingi.

## Storia

### Prima linea
Nelle generazioni precedenti, sono denominati dagli storici Eberardingi, forse discendenti degli Eticonidi, fino a quando non presero il nome dal loro castello ancestrale di Nellenburg vicino a Stockach, situato a nord-ovest del lago di Costanza. I conti di Nellenburg erano inoltre i signori dell'omonimo langraviato. Data la localizzazione dei loro possedimenti, è probabile che fossero imparentati con i Burcardingi e gli Udalrichingi.
Essi furono balivi del convento di Einsiedeln, ente con il quale la parente Regelinda, moglie dei duchi di Svevia Burcardo II (Burcardingi) ed Ermanno I (Corradinidi), ebbe uno stretto rapporto. Dopo il 950, furono anche conti della Turgovia e balivi imperiali di Zurigo. Quando persero la carica di Vögte di Einsielden nel 1029, la loro attenzione si rivolse all'Alto Reno. Essi risultano come i fondatori nel 1049, per mezzo di Eberardo VI di Nellenburg, del monastero benedettino di Ognissanti vicino a Sciaffusa; egli fece costruire anche una chiesa funeraria familiare presso il cimitero dell'abbazia di Reichenau nel 1034.
Nella lotta per le investiture, si schierarono dalla parte papale e nel 1078 si videro revocare da parte del sovrano Enrico IV del baliaggio imperiale e della contea dello Zürichgau. Intorno al 1101/1102 i vecchi conti di Nellenburg si estinsero in linea maschile con la morte di Burcardo di Nellenburg.

### Seconda e terza linea
Il dominio e il nome andarono in eredità ai signori di Bürglen, che fondarono l'effimera seconda linea dei conti di Nellenburg, e, intorno al 1170, andò ai conti di Veringen, che fondarono la terza linea dopo una divisione dell'eredità nel 1216. Prima del 1256 unirono l'area appartenente a Nellenburg e Stockach con l'Hegau. Nel 1422 il langraviato e la contea passarono per eredità ai signori di Tengen, che li vendettero al duca Sigismondo della stirpe degli Asburgo nel 1465.

### Parte restante del langraviato
Dal 1465 al 1805 il langraviato di Nellenburg appartenne agli Asburgo e fece parte dell'Austria Anteriore. Nel 1805 il langraviato di Nellenburg, che apparteneva al Circolo imperiale austriaco e che era inframmezzato da diverse signorie e città nobiliari e aveva una popolazione di circa 25 000 abitanti, andò al Württemberg, nel 1810 al Baden e infine nel 1951/1952 al Baden-Württemberg.

## Stemma
Lo stemma dei Nellenburg è costituito da tre corna di cervo sovrapposti su uno sfondo dorato. Mangold, conte di Veringen (1150–1186), sposò l'ereditiera dei conti di Nellenburg e adottò così lo stemma di Nellenburg. E quando il conte Hartmann I di Württemberg sposò l'ereditiera e figlia del conte Mangold di Veringen nel 1195 (Agathe?), il popolo del Württemberg prese possesso dello stemma di Nellenburg, che divenne lo stemma del Württemberg.

## Familiari principali
- Eberardo VI/I di Nellenburg (1015 circa–26 marzo 1078/79/1 marzo 1080 nel monastero di Allerheiligen, Sciaffusa (Svizzera), fondatore dell'abbazia di Pfaffen-Schwabenheim nel 1044 e del monastero benedettino di Allerheiligen (Tutti i Santi) a Sciaffusa nel 1049, fondatore della comunità Grafenhausen nella Foresta Nera nel 1079.
- Udo di Nellenburg (1030/35-11 novembre 1078 a Tubinga), arcivescovo di Treviri dal 1067 al 1077.
- Eccardo II di Nellenburg (1035/40 circa–24 novembre 1088), abate del monastero di Reichenau dal 1071 al 1088.
- Cristoforo di Nellenburg-Tengen (prima del 1495–1539), conte ed erede dei conti di Nellenburg, signore di Tengen con la contea di Tengen e signore di Wehrstein.

## Albero genealogico dei conti di Nellenburg
A. Burcardo I di Zürichgau (915/20 circa–968 circa).
A.1 Manegold I di Zürichgau (940/50–991);
A.2 Eberardo IV di Zürichgau (940 circa–995) ∞ Gisela;
A.2.1 Gebeardo di Nellenburg (intorno al 950).
A.3 Goffredo II di Zürichgau (940–12 novembre 995).
1. Eberardo V (Eppo) di Nellenburg (figlio di Manegold I di Zürichgau; 980/90 circa-febbraio 1030/34) ∞ Edvige di Egisheim (990 circa-dopo il 1044; figlia del conte Gebeardo di Egisheim (970 circa – prima del 1004) e Brigida di Baviera (975 circa – dopo il 1004, santa, figlia di Enrico II il Litigioso della stirpe dei Liudolfingi);
1.1 Burcardo II di Nellenburg (1009 circa – 18 giugno 1053);
1.2 Manegold II di Nellenburg (1010 circa – 17 agosto 1030);
1.3 Eberardo VI di Nellenburg (chiamato il Beato; 1015 circa–26 marzo 1078/1 marzo 1080) ∞ Ita (1015–26 febbraio 1106), probabilmente dalla famiglia dei conti di Kirchberg.
1.3.1 Adelaide di Nellenburg ∞ probabilmente Arnoldo dalla famiglia dei conti di Lauffen; 1030 circa);
1.3.2 Udo di Nellenburg (1030/35-11 novembre 1078);
1.3.3 Eberardo VII di Nellenburg (1035 circa – 9 giugno 1075), venne ucciso vicino a Homburg sull'Unstrut;
1.3.3.1 (?) Teodorico di Bürglen e di Nellenburg (1060 circa – dopo il 6 giugno 1108);
1.3.3.1.1 Eberardo VIII di Bürglen.
1.3.3.2 Adalberto II, conte di Mörsberg e Dill (1070 circa – 30 agosto 1125) ∞ figlia di Teodorico II di Mousson dalla dinastia di Scarponnois.
1.3.3.2.1 Mechthild ∞ Meginardo di Sponheim.
1.3.4 Eccardo II di Nellenburg (1035/40 circa–24 novembre 1088);
1.3.5 Enrico di Nellenburg (1040 circa – 9 giugno 1075), venne ucciso vicino a Homburg sull'Unstrut;
1.3.6 Burcardo III di Nellenburg (1050 circa – 21 gennaio 1101 o 1102) ∞ Edvige (Hedwig, Hadewich) († dopo il 26 febbraio 1105; figlia di un conte sassone);
1.3.7 Adalberto di Nellenburg (1040/50 circa–subito dopo il 1050);
1.3.8 Ermengarda di Nellenburg ∞ Diethelm II, conte di Toggenburg.
2. Ermengarda di Nellenburg (990/1000 circa) ∞ Guarniero (Werner) I di Winterthur.
N.1 Eberardo di Nellenburg (1243–1253).
1.1 Manegold di Nellenburg ∞ Agnese (figlia del conte Walter di Eschenbach e Cunegonda di Schwarzenberg).
1.1 Agnese di Nellenburg († 1325) ∞ Federico II di Zollern-Schalksburg († prima dell'aprile 1318).